# ニッビオ (軽偵察艦)
ニッビオ（イタリア語: Nibbio）は、イタリア王国海軍のアクイラ級軽偵察艦の3番艦。ルーマニア王国海軍駆逐艦ヴルテージュ（ルーマニア語: Vârtej）としてナポリで建造中のものを、第一次世界大戦参戦に伴って同級3隻と共にイタリアが取得し、軽偵察艦として竣工させた。戦後、ルーマニアが購入しマラシュティ級駆逐艦マラシェシュティ（ルーマニア語: Mărăşeşti）と命名、第二次世界大戦で運用した。1944年にソビエト連邦海軍に鹵獲され、リョーフキィ（ロシア語: Лёгкий）とされたが1945年に返還されD2として再就役、1952年にD12と改名、1961年4月まで運用された。

## 艦歴
1913年、ナポリのパティソン造船所に発注、1914年7月15日に起工、建造進捗度20%であった1915年6月5日にイタリアによって接収された。接収後1918年1月30日に進水、5月15日に就役した。第一次世界大戦では、アドリア海で運用された。
1919年11月17日、ルーマニアによって購入が決定された。1920年7月1日、スパルヴィエロと共にルーマニア海軍籍となり、マラシェシュティと改名された。
1925年から翌年にかけて改装が行われ、主砲が152mm砲3門から120mm砲5門に交換された。さらに第二次世界大戦期には主砲を1門減じ、37mm両用砲、37mm対空砲、13.2mm対空機銃を備えた。
1944年8月、ソビエト連邦海軍に鹵獲されリョーフキィと改名。1945年10月に返還され、1948年にはD2、1952年にD12と改名されたマラシェシュティは、1961年4月まで運用された。

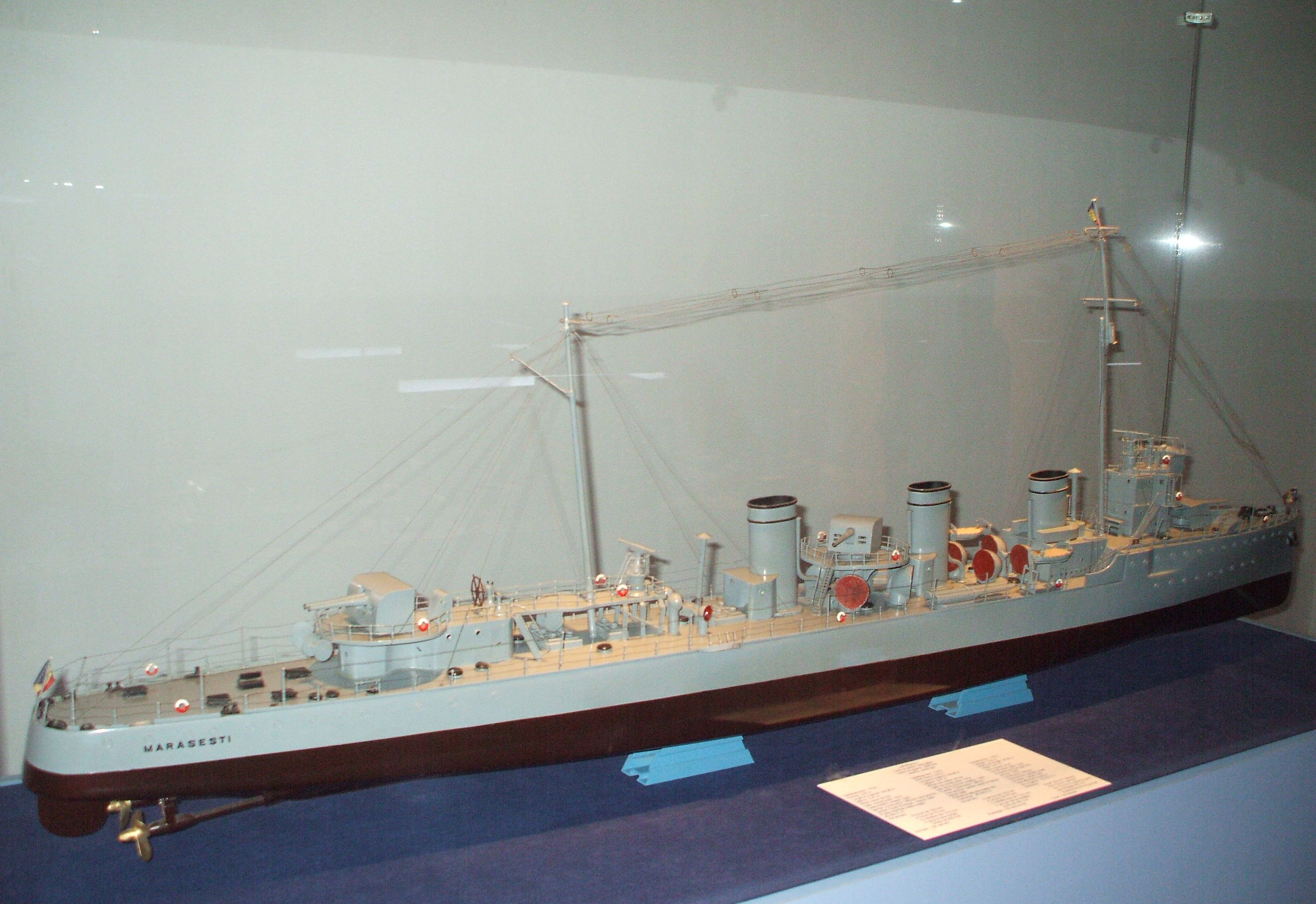
コンスタンツァの博物館に展示されているマラシェシュティの模型
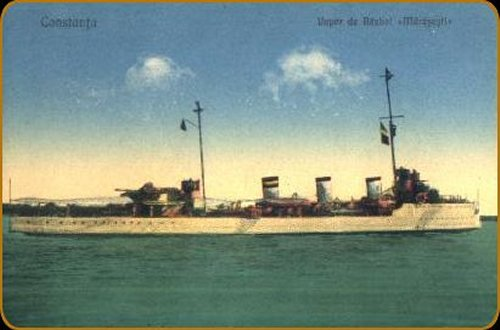
マラシェシュティ

## 第二次世界大戦

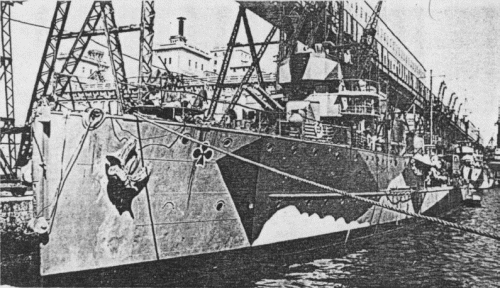
マラシェシュティ

### 要目[5][6]
- 艦種: 駆逐艦/嚮導艦
- 起工: 1914年, イタリア・ナポリ パティソン社
- 進水: 1917年-1918年
- 竣工: 1920年
- 修理: ガラツィ 造船所, ルーマニア, 1925年[7]
- 除籍: 1963年

- 排水量: 1,750 t (満載)/1,432 t(常備)
- 全長: 94.2m
- 幅: 9.5m
- 吃水: 3.5m
- 乗員: 139

- 出力: 45,000hp, 2軸
- 速力: 34 kt
- 航続距離: 15kn/1,700海里
- 兵装 (第二次世界大戦):[8] 120 mm SCA 装砲 (2基4門), 76 mm 高角砲 (2門), 37 mm SK C/30 高角砲 (2門), 20 mm エリコン 機関砲 (4門), 457mm2連装魚雷発射管×2 門, 爆雷投射機×2 門

### 活動成果
- 潜水艦M-31沈没[9][10]